# Guernsey op de Gemenebestspelen

Vlag van Guernsey

Guernsey is een eiland dat deelneemt aan de Gemenebestspelen (of Commonwealth Games). Sinds 1970 heeft Guernsey veertienmaal deelgenomen. Tijdens deze veertien deelnames won het eiland in totaal acht medailles.

## Medailles
| Guernsey op de Gemenebestspelen | Guernsey op de Gemenebestspelen | Guernsey op de Gemenebestspelen | Guernsey op de Gemenebestspelen | Guernsey op de Gemenebestspelen | Guernsey op de Gemenebestspelen |
| ------------------------------- | ------------------------------- | ------------------------------- | ------------------------------- | ------------------------------- | ------------------------------- |
| Jaar                            | Goud                            | Zilver                          | Brons                           | Totaal                          | Rang                            |
| 1970                            | -                               | -                               | -                               | -                               | /                               |
| 1974                            | -                               | -                               | -                               | -                               | /                               |
| 1978                            | -                               | -                               | -                               | -                               | /                               |
| 1982                            | -                               | 1                               | 1                               | 2                               | 9                               |
| 1986                            | -                               | 2                               | -                               | 2                               | 13                              |
| 1990                            | 1                               | -                               | -                               | 1                               | 19                              |
| 1994                            | -                               | -                               | 1                               | 1                               | 27                              |
| 1998                            | -                               | -                               | -                               | -                               | /                               |
| 2002                            | -                               | -                               | -                               | -                               | /                               |
| 2006                            | -                               | -                               | -                               | -                               | /                               |
| 2010                            | -                               | -                               | -                               | -                               | /                               |
| 2014                            | -                               | -                               | -                               | -                               | /                               |
| 2018                            | -                               | -                               | -                               | -                               | /                               |
| 2022                            | -                               | 1                               | 1                               | 2                               | 33                              |